# K-19

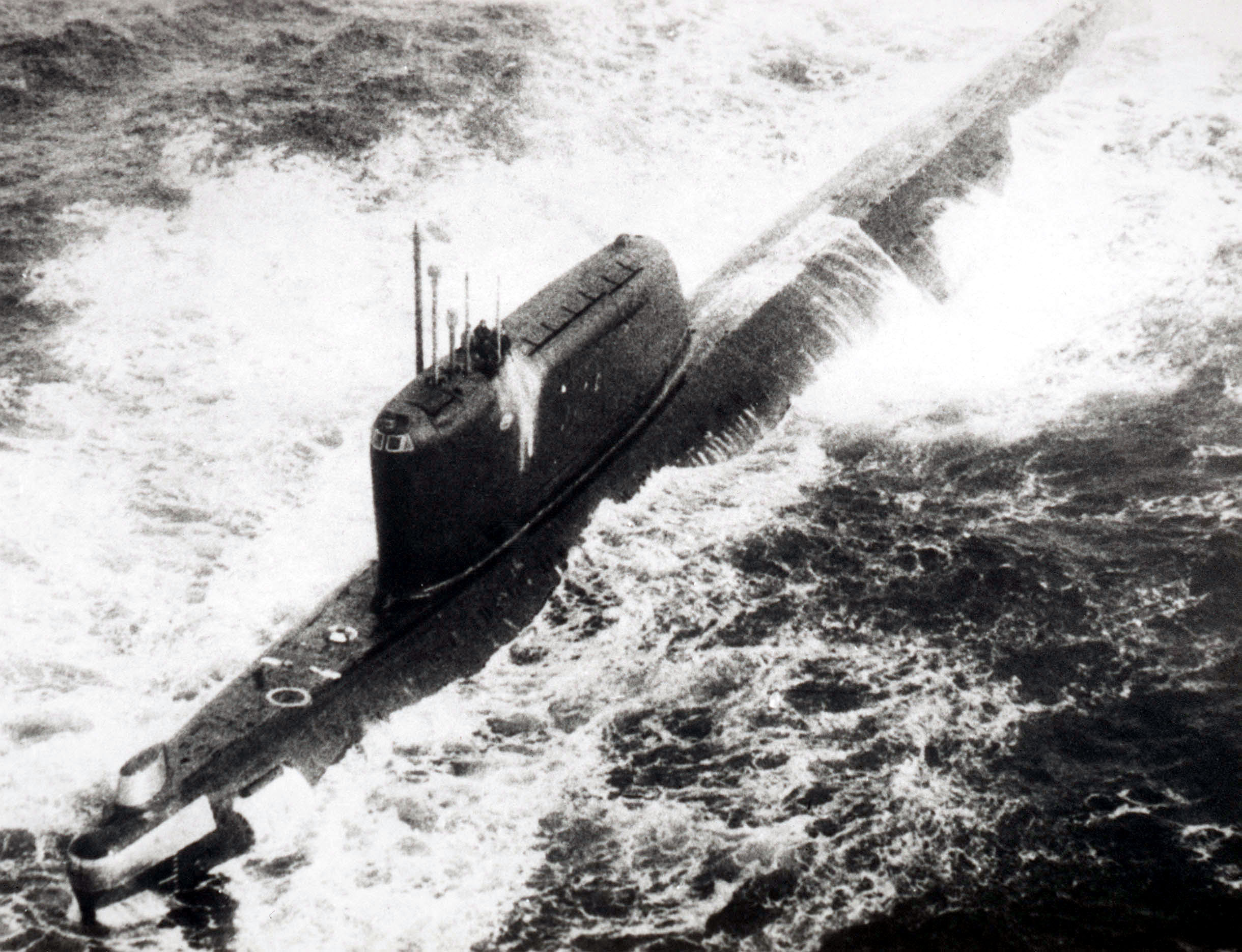
Een kernonderzeeër van de 658-klasse

De K-19 was een van de eerste twee Sovjet-kernonderzeeërs van de 658-klasse (NAVO-codenaam Hotelklasse) en een van de eerste onderzeeërs uitgerust met nucleaire ballistische raketten, de R-13 intercontinentale raket.
Deze kernonderzeeër van de Marine van de Sovjet-Unie werd besteld op 16 oktober 1957 en de kiel werd gelegd op 17 oktober 1958. De kernonderzeeër werd gebouwd op de marinescheepswerf van Severodvinsk in de Sovjet-Unie. Tijdens de bouw stierven twee arbeiders bij een brand en zes vrouwelijke arbeiders kwamen om het leven door de giftige dampen die vrijkwamen bij het lijmen van bepaalde verbindingen. Een elektricien werd verpletterd door een deksel van een torpedobuis en een ingenieur viel tussen twee compartimenten en werd zo het tiende slachtoffer. Het schip werd te water gelaten op 8 april 1959. Bij de scheepsdoop, die niet zoals gebruikelijk door een vrouw maar door een man werd uitgevoerd, brak de champagnefles niet. De afwerking van de K-19 was voltooid op 12 november 1960. Tijdens de eerste testen werden nog vele problemen vastgesteld, met de drukwaterreactor, de waterdichting, interne afdichtingen en een verstopte afvoer. De kernonderzeeër werd hierdoor pas op 30 april 1961 in dienst genomen.
Op haar eerste reis, naar het noorden van de Atlantische Oceaan, ontstond op 4 juli 1961 ter hoogte van de zuidkust van Groenland een lek dat leidde tot het volledig verlies van de koelvloeistof voor de drukwaterreactor. Het langeafstandsradiosysteem bleek ook defect, daardoor kon geen contact met Moskou opgenomen worden. Een noodstop met behulp van de nucleaire regelstaven kon uitgevoerd worden, maar kon niet voorkomen dat de splijtstof verhitte tot meer dan 800°C. Kapitein Nikolaj Vladimirovitsj Zatejev beval de technici aan boord om, ondanks de zeer sterke straling waarin gewerkt moest worden, een nieuw koelcircuit te improviseren teneinde nucleaire kernsmelting te voorkomen. Ze wisten de kernreactor inderdaad te stabiliseren. Zeven bemanningsleden die betrokken waren bij de noodwerkzaamheden stierven binnen een maand aan stralingsziekte. Vijftien anderen vonden als gevolg hiervan de volgende twee jaar de dood. Luitenant Boris Kortsjilov had met 54 Sv of 5400 rem de hoogste ioniserende straling opgelopen en overleed binnen de week. Onderzoek wees uit dat de oorzaak van het ongeluk was gelegen in een constructiefout van het koelsysteem. De volledig besmette radioactieve compartimenten van de kernonderzeeër, inclusief de drukwaterreactor werden gedumpt in de Karazee, een gebruikelijke plaats voor nucleair afval.
De kernonderzeeër kreeg na de herindienstname de bijnaam Hiroshima.
Op 15 november 1969 kwam het in de Barentszzee op 60 m diepte tot een botsing met de Amerikaanse onderzeeër USS Gato (SSN-615). De K-19 kon door inzet van de hoofdballasttanks een noodprocedure uitvoeren en zo het wateroppervlak bereiken. Er was schade aan de sonars en de torpedobuizen die hersteld diende te worden. De Gato kon zijn missie vervolgen.
Op 24 februari 1972 brak op een diepte van 120 m brand uit in de onderzeeër, 1.300 km van het Canadese eiland Newfoundland. De K-19 wist aan de oppervlakte te komen en moest in slecht weer naar Severomorsk worden gesleept. De brand en de sleepoperatie hadden aan 30 bemanningsleden het leven gekost. Het schip kwam na herstellingen op 5 november 1972 terug in dienst. Op 15 november 1972 brak opnieuw brand uit die door de aanwezige brandblussystemen werd gedoofd zonder dat er slachtoffers vielen.
De K-19 legde tot de uitdienstname op 19 april 1990 534.940 km af gedurende 20.223 operationele diensturen. Het schip werd opgelegd en ontmanteld op Scheepswerf Nr. 10 in Poljarni, aan de westzijde van de baai van Kola.
Op 1 februari 2006 schreef voormalig president van de Sovjet-Unie Michail Gorbatsjov een aanbevelingsbrief aan het Noors Nobelcomité ter nominatie van de bemanning van de K-19 voor een Nobelprijs voor de Vrede vanwege hun prestaties na het ongeluk van 4 juli 1961.